# Lova Lundin
Lova Elly Linnea Lundin, född den 25 oktober 1998, är en svensk fotbollsspelare som spelar för spanska Logroño. Hon har tidigare spelat för Kvarnsvedens IK och Umeå IK.

## Karriär
Lundins moderklubb är Torsångs IF.
Den 26 juni 2016 spelade Lundin sin första match från start i Damallsvenskan i en 1–0-förlust mot KIF Örebro. I september 2016 råkade hon ut för en fotskada och missade resten av säsongen. Den 3 juni 2017 gjorde Lundin sitt första mål i Damallsvenskan i en 5–0-vinst över Limhamn Bunkeflo.
I augusti 2018 värvades Lundin av Umeå IK. Efter säsongen 2020 lämnade hon klubben. I februari 2021 blev Lundin klar för spel i spanska Logroño.